# Uthiramerur (Taluk)
Der Taluk Uthiramerur (Tamil: உத்திரமேரூர் வட்டம்) ist ein Taluk (Subdistrikt) des Distrikts Kanchipuram im indischen Bundesstaat Tamil Nadu. Hauptort ist die namensgebende Stadt Uthiramerur.

## Geografie
Der Taluk Uthiramerur im Westen des Distrikts Kanchipuram. Er grenzt an die Taluks Kanchipuram im Norden, Chengalpattu im Osten und Maduranthakam im Süden sowie an den Distrikt Tiruvannamalai im Westen. Im Osten begrenzt der Palar-Fluss den Taluk Tirukalukundram.
Der Taluk Uthiramerur ist deckungsgleich mit dem Block Uthiramerur. Seine Fläche beträgt 416,4 Quadratkilometer.

## Bevölkerung
Nach der Volkszählung 2011 hat der Taluk Uthiramerur 145.376 Einwohner. Gemessen an der Einwohnerzahl ist er der kleinste Taluk des Distrikts Kanchipuram. Verglichen mit anderen Teilen des Distrikts ist der Taluk Maduranthakam recht ländlich geprägt und verhältnismäßig dünn besiedelt: 82,7 Prozent der Einwohner werden als ländliche und 17,3 Prozent als städtische Bevölkerung klassifiziert. Die Bevölkerungsdichte liegt bei 349 Einwohnern pro Quadratkilometer.

## Orte
Zum Taluk Uthiramerur gehören die folgenden Orte:
Städte:
- Uthiramerur

Dörfer:
| - Adavapakkam - Agaramduli - Alanjeri - Alapakkam - Alisoor - Ammaiyappanallur - Anambakkam - Andithangal - Annadhur - Arasanimangalam - Arumbuliyur - Athyurmelduli - Chinnalambadi - Chitalapakkam - Edamichi - Edayambudur - Elanagar - Elapakkam - Gindangarai - Guruvadi - Hanumanthandalam - Irumaram - Kadalmangalam - Kaithandalam - Kaliyampoondi - Kaliyapettai - Kammalampoondi - Kannikulam - Karanai | - Kariamangalam - Karumbakkam - Karuveppampoondi - Kattankulam - Kattiampandal - Kattuputhur - Kavampair - Kavanipakkam - Kavanurpuducheri - Kavithandalam - Kilakkadi - Kunnavakkam - Kurumanjeri - Kurumbarai - Malayankulam - Mambakkam - Mambudur - Manampathy - Marudham - Maruthuvambadi - Melpakkam - Menalur - Mulaginimeni - Murukkeri - Nadupattu - Nanjeepuram - Nariambakkam - Nariyambudur - Neerkundram | - Nelveli - Nerkundram - Neyyadivakkam - Oddanthangal - Orakkattupettai - Ozhaiyur - Ozhugarai - Padoor - Paleswaram - Pandavakkam - Pazhaveri - Pennalur - Peranakkavur - Perumgozhi - Perunagar - Pinayur - Poonthandalam - Porpandal - Pulipakkam - Pulivoy - Puliyur - Pullampakkam - Punganandal - Puthali - Ravathanallur - Rettamangalam - Sadachivakkam - Salavakkam - Sathananjeri | - Seethananjeri - Seethapuram - Sembulam - Serpakkam - Sethupattu - Silambakkam - Sirudamur - Sirukalathur - Sirumailur - Sirupinayur - Sithanakavoor - Thalavarampoondi - Thandarai - Thandarai - Thinayampoondi - Thirumukkudal - Thiruvanaikoil - Thottanaval - Thriupulivanam - Vadathavoor - Valathodu - Vayalakkavoor - Vayalur - Vendivakkam - Vengacheri - Vengaram - Vichoor - Vinnamangalam - Visoor |